# Cortana (Halo)
Cortana é uma personagem fictícia da série de jogos eletrônicos Halo. Dublada por Jen Taylor, a personagem aparece em Halo: Combat Evolved e suas sequências, Halo 2, Halo 3, Halo 4 e Halo 5: Guardians. Cortana é o nome de uma antiga espada nórdica.
Também aparece em uma cena do epílogo da prequela Halo: Reach, e vários romances e quadrinhos da franquia. Durante o jogo, Cortana fornece bastidores e informações táticas para o jogador que assume o papel de Master Chief Petty Officer John-117. Na história, ela é fundamental em impedir a ativação das instalações Halo, o que teria destruído toda vida senciente na galáxia.
O projeto original da Cortana foi baseado na rainha egípcia Nefertiti; representativa holográfica da personagem sempre leva a forma de uma mulher. Bungie introduziu pela primeira vez a Cortana–e Halo–através da Cortana Letters, emails enviados durante a produção de Combat Evolved em 1999. Desde então, a personagem tem sido amplamente utilizada para anunciar a série.
Cortana foi reconhecida por seu apelo sexual, credibilidade e profundidade de caráter. A personagem serviu de inspiração para a assistente pessoal inteligente da Microsoft, que por sua vez esteve presente no Windows 10 Mobile e Windows 10.

## Características
A Cortana foi construída a partir do cérebro clonado da Dr. Catherine Elizabeth Halsey, a criadora do projeto SPARTAN; as redes sinápticas de Halsey serviram de base para os processadores da Cortana.
A Cortana é altamente qualificada e capaz de hackear sistemas de computadores alienígenas e transmissões de decodificação e, ocasionalmente, presunçosa de suas habilidades. Seu intelecto ocasionalmente faz com que ela seja loquaz a uma falha; em The Fall of Reach, Halsey observa que, se ela deixasse Cortana continuar com sua hipótese, então a personagem iria falar o dia todo. Em Halo 4, a Cortana se tornou mais humana na aparência com adições mais sutis, sendo adicionadas ao seu modelo de personagem como uma lacuna sendo visível entre os dentes da frente. Cortana foi interpretada pela atriz Mackenzie Mason usando tecnologia avançada de renderização facial para capturar os movimentos em seu rosto durante a fala para adicionar um olhar mais humano.

## Aparições

### Nos jogos eletrônicos
Cortana apareceu pela primeira vez em Halo: Combat Evolved, de 2001. A humanidade está presa em uma guerra perdida com os alienígenas Covenant. Quando os Covenant atacam e subjugam o planeta humano Reach, Cortana traça um curso para a nave humana Pillar of Autumn derivado de coordenadas encontradas em um antigo artefato alienígena. O seu percurso leva Autumn ao enorme mundo em forma de anel, Halo, construído por uma misteriosa raça conhecida como os Forerunners. Cortana defende a nave dos Covenant até que ela seja entregue ao supersoldado Master Chief para evitar que ela caia em mãos inimigas. Cortana ajuda diretamente os sobreviventes humanos espalhados pelo anel e auxilia Master Chief em suas missões. Inserida na "Sala de Controle do Halo", Cortana procura uma maneira de usar o Halo como uma arma contra os Covenant, mas percebe que o anel serve como uma prisão para o parasita Flood; ativar o Halo significaria destruir toda a vida senciente na galáxia para evitar a propagação do Flood. Cortana ajuda Master Chief a destruir o Halo e fugir.
Em Halo 2, uma frota Covenant chega acima da Terra, e Cortana assume o controle de um canhão eletromagnético para repelir os invasores. Cortana, Chief e as forças humanas viajam para outro anel de Halo, Delta Halo, onde Master Chief e Cortana encontram a inteligência Flood Gravemind. O Gravemind envia Chief e Cortana para o nave-cidade dos Covenant, High Charity, para impedir que os Covenant ativem o Halo; Cortana se infiltra nos sistemas de computação da High Charity para ajudar Chief, ficando para trás para destruir a cidade e o Halo, caso Master Chief falhe em sua missão de deter a liderança dos Covenant. A High Charity é assimilada pelo Flood e Cortana é deixada para trás.
Em Halo 3, Cortana aparece para o jogador em transmissões cortadas. Cortana envia uma mensagem para Master Chief na Terra através de uma nave infectada pelo Flood, revelando que ela tem uma solução para a ameaça do Dilúvio (Flood). Na instalação Forerunner conhecida como a Arca, o Master Chief percorre as ruínas da High Charity para resgatar Cortana das garras do Gravemind. Cortana revela seu plano para ativar o anel de Halo posicionado acima da Arca, destruindo o Flood local enquanto poupa a galáxia. Chefe e Cortana são bem sucedidos, mas ficam presos no espaço profundo a bordo da nave humana Forward Unto Dawn. Cortana ativa um sinal de emergência, mas ela sabe que anos podem passar antes que o resgate chegue. Quando Master Chief se prepara para entrar em sono criogênico para aguardar o resgate, Cortana confidencia a ele que sentirá falta dele.
No começo de Halo 4, Cortana acorda o Chief enquanto a Forward Unto Dawn deriva em direção a uma instalação Forerunner chamada Requiem. No decorrer do jogo, Cortana começa a exibir falhas e comportamentos anômalos; Cortana revela que ela está sofrendo de rampancy (descontrole), quando se aproxima do final de sua vida de sete anos. Ela auxilia na batalha contra o Didact, um Forerunner rebelde que odeia humanos. Cortana se sacrifica para salvar o Chief e interromper o plano do Didact.
A sobrevivência de Cortana é revelada em Halo 5, quando ela chama Master Chief e seus companheiros Spartans do Blue Team para o mundo Forerunner, Genesis. Cortana explica que ela sobreviveu à destruição da nave do Didact e ao seu próprio rampancy ao entrar no Domain (Domínio), um antigo repositório de conhecimento. Depois de receber um tempo de vida infinito pelo domínio, Cortana acredita que ela e outra IA (o "Created") devem impor a paz através da galáxia. Cortana começa a usar os antigos construtores Forerunner, conhecidos como Guardians (Guardiões), para aplicar a vontade do Created em toda a galáxia.
Cortana faz uma pequena aparição nos últimos níveis de Halo: Reach, que se passa pouco antes dos eventos de Combat Evolved no planeta Reach. No meio da invasão Covenant do planeta, Halsey confia um fragmento de Cortana a uma equipe Spartan para tirá-la em proteção do planeta. O fragmento contém informações cruciais coletadas de um artefato Forerunner. O fragmento foi reunido com sucesso com a Cortana "principal" na Pillar of Autumn antes que a nave escapasse do planeta, levando aos eventos de Combat Evolved.

### Nos romances
A origem da Cortana não se explica nos jogos eletrônicos, mas nos romances de Halo. Sua primeira aparição cronológica da história está em Halo: The Fall of Reach, uma prequela de 2001 para o primeiro jogo da série Halo. A Dr. Halsey permite a Cortana de escolher qual soldado SPARTAN-II de acompanhar em uma futura missão; Cortana escolhe o Master Chief, a quem ela acredita ser sua melhor correspondência. Cortana faz referência a este acontecimento através da voz em Halo 3 durante a cinemática antes do início do jogo. A Cortana e os Espartanos recebem uma missão quase suicida: Levar o Pilar do Outono para o mundo do Covenant, uma aliança das raças alienígenas, e capturar um de seus profetas para forçar uma trégua. O papel da Cortana é agir como especialista de missão, invadindo os sistemas de Covenant e pilotando o navio Covenant capturado. Antes da missão, a Cortana ajuda o Master Chief de sobreviver os exércitos próximo ao letal concebidos para testar a armadura de batalha MJOLNIR do Chief. Depois, ela planta provas incriminatórias nos arquivos do Coronel Ackerson, o operatório do ONI que quase matou os dois, como vingança. Quando o Covenant ataca o planeta Reach, uma das maiores bases planetárias além da terra, a Cortana guia o Pilar do Outono com base em mapas estelares em um tablet Forerunner, trazendo-os à Halo. Durante o Halo: The Flood, a Cortana desempenha o mesmo papel que ela fez em Halo: Combat Evolved, mas seu papel foi expandido, como mostrando-lhe salvar a vida de Master Chief a partir de um ponto do Formulário da Infecção.

### Em outras mídias
A primeira aparição de Cortana na franquia Halo está no romance Halo: The Fall of Reach, um prequel do primeiro jogo de Halo. A Dr. Halsey permite que Cortana escolha qual soldado SPARTAN-II ela deve acompanhar em uma missão futura; Cortana escolhe o Master Chief, a quem ela acredita ser a melhor combinação. Cortana ajuda o Master Chief a sobreviver aos exercícios quase letais projetados para testar a armadura de Chief. Depois, ela planta evidências incriminatórias nos arquivos do Coronel Ackerson, o agente que quase matou os dois, como vingança. Cortana também aparece na romantização de Combat Evolved, Halo: The Flood, e nos seguintes romances Halo: First Strike e Halo: Ghosts of Onyx, bem como a série animada Halo Legends e na série de televisão em live-action Halo 4: Forward Unto Dawn. Ela também é a personagem principal em "Human Weakness", um conto escrito por Karen Traviss para a antologia de Halo Evolutions que detalha o tempo de Cortana nas garras do Gravemind.

## Design da personagem
Cortana foi projetada e modelada pelo artista da Bungie, Chris Hughes. O rosto da personagem foi baseado em uma escultura da rainha egípcia Nefertiti. O nome de Cortana é baseado no nome da espada Cortana usada pelo lendário Holger Danske, também conhecida como Curtana, assim como o personagem IA no titulo do jogo anterior da Bungie, Marathon 2: Durandal, foi batizado com o nome da lendária espada Durendal. A inscrição de Cortana revela que a espada tem o mesmo "temperamento de Joyeuse e Durendal". Sobre a aparência de Cortana, o coordenador de desenvolvimento da franquia, Frank O'Connor, comentou que Cortana não está nua, já que uma representação digital não tem roupas ou partes íntimas. A 343 Industries decidiu explicar sua aparência estabelecida como um reflexo de sua personalidade; "Então, uma das razões pelas quais ela [aparece como ela] é atrair e exigir atenção. E ela faz isso para afastar as pessoas de modo que elas estejam em guarda quando falam com ela e ela tem a vantagem nessas conversas," ele explicou.
O relacionamento de Cortana e Master Chief foi uma parte essencial da história de Halo 4, parte do desejo de apresentar uma história mais humana. O diretor criativo, Josh Holmes, observou que Cortana era de certa forma mais humana que Master Chief, e a ideia de que Chief lidaria com sua humanidade ao mesmo tempo em que ele estava perdendo Cortana falou com ele. A mãe de Holmes foi diagnosticada com demência durante o desenvolvimento, e suas lutas na vida real serviram para a caracterização da queda de Cortana ao rampancy e no relacionamento de Chief e Cortana. A nova aparência de Cortana para Halo 4 foi uma das mudanças mais dramáticas do jogo. No início da produção, artistas conceituais criaram uma variedade de "ideias malucas" e explorações de como a Cortana poderia parecer. Designs 2D promissores foram transformados em maquetes 3D simples para prototipá-los no motor do jogo. O artista de personagens Matt Aldridge lembrou que Cortana foi um dos personagens mais difíceis de imaginar no jogo por causa de como a personagem é amada pelos jogadores; Um dos objetivos de Aldridge era criar uma personagem em que linhas de código rolantes fluíssem ininterruptamente dos pés até a cabeça. O diretor de arte Kenneth Scott foi responsável pelo design final de Cortana. A captura de movimento da personagem foi realizada por Mackenzie Mason.
Em Halo 5, a aparência da Cortana muda significativamente. Descrevendo sua aparência anterior como suave e "enganosamente vulnerável", a 343 Industries aproveitou a oportunidade da história para mudar seu visual para refletir seu novo papel como autodeclarada governante da galáxia. "No primeiro rascunho do final, ela usaria um vestido esvoaçante, cabelo comprido, etc. Ela seria muito real, uma 'rainha muito poderosa.' Muito obviamente diferente do que ela era," recordou o escritor Brian Reed. Seu design final incorporou elementos dos Spartans e Forerunners em cima de seu visual anterior, incluindo um glifo Forerunner. "Ter ela usando [the Mantle] (o Manto) era uma maneira legal de vê-la também, de um ponto de vista simbólico," disse Reed. A personagem foi modelada e animada usando captura de movimento na 343 Industries e na Axis Animation.

### Dublagem

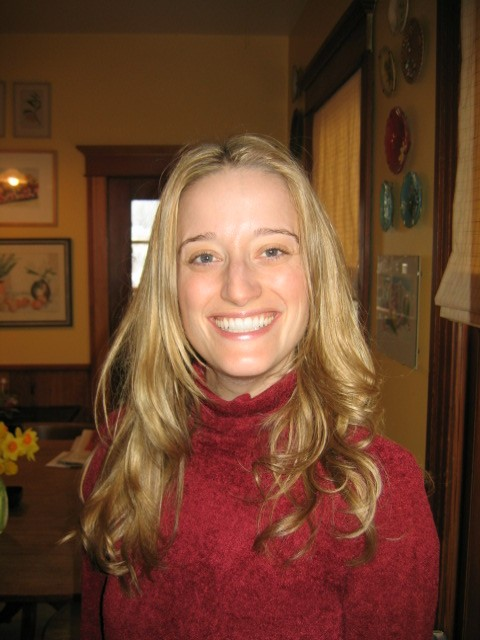
Jen Taylor, a dubladora que dá voz a Cortana na maioria das aparições da personagem.

A dubladora Jen Taylor dá voz à Cortana na maioria das aparições da personagem. Apesar de seu papel dando voz à outras personagens de jogos eletrônicos, incluindo a Princesa Peach, ela não se considera uma gamer. Taylor era uma conhecida de faculdade do diretor de cinemáticas Joseph Staten, e ele recomendou ela como uma possível voz para Cortana para o diretor de áudio Martin O'Donnell. Ao escolher uma dubladora para a personagem, a Bungie originalmente queria que Cortana tivesse um sotaque britânico. O'Donnell lembrou que o sotaque britânico de Taylor era bom, mas achava que era muito parecido com o trabalho dela para o jogo No One Lives Forever. O sotaque foi abandonado, mas os coloquialismos britânicos permaneceram no diálogo da personagem. Taylor lembrou que uma das principais diretrizes da Bungie sobre a personagem era que ela não parecesse irritante, apesar de seu papel como guia e ajuda do jogador. "Eles queriam que ela fosse como a garota da casa ao lado, sua melhor amiga com quem você quer sair", disse ela. Ela achava que retratar Cortana era ocasionalmente desafiador porque o personagem não tinha uma forma física.
Durante anos após o primeiro jogo ser lançado, Taylor permaneceu afastada da personagem. Ela participou de apenas uma convenção de fãs em seis anos após o lançamento de Halo: Combat Evolved, e nunca viu muitas das cutscenes finalizadas da personagem até uma festa de lançamento do Halo 3. Entrevistada sobre Cortana em Halo 3, Taylor disse que "há muito mais drama e muito menos jargão técnico desta vez. Eu na verdade acabei de terminar algumas linhas que quase me fizeram chorar". Com o tempo, o relacionamento de Taylor com a Cortana mudou; "No começo eu estava animada para ter um emprego e então me tornei cada vez mais familiarizada, confortável e interessada nela à medida que ela se desenvolvia", lembrou ela. "E eu meio que me apaixonei pela Cortana enquanto a personagem ia cada vez mais longe. Ela é notável." Para Halo 4, Taylor fez suas falas na mesma sala que Steve Downes, a voz de Master Chief, pela primeira vez na série. Ela creditou a mudança por fazer o diálogo parecer mais autêntico e real.

### Dublagem brasileira
Nas localizações feitas para o Brasil, a personagem foi dublada por Christiane Louise em Halo 3, Halo Legends, Halo: Reach e Halo 4.
Em Halo 5: Guardians, Cortana foi dublada por Maria Cláudia Cardoso.

### Assistente digital do Windows
A Microsoft desenvolveu a sua assistente virtual para o sistema operacional Windows Phone sob o codinome Cortana, mas manteve o nome do produto final, após uma forte reação da comunidade de desenvolvedores. A dubladora da Cortana nos jogos, Jen Taylor, fornece a voz para a assistente virtual. A Microsoft lançou uma versão beta da Cortana em abril de 2014 com o lançamento desenvolvedor Windows Phone 8.1. A Microsoft também lançou a assistente virtual Cortana no Xbox One, Windows 8.1 e Windows 10.